# Idarwald-Kaserne
Die Idarwald-Kaserne war eine Kaserne der Reservelazarettorganisation der Bundeswehr in Rhaunen in Rheinland-Pfalz.

## Geschichte
Die Idarwald-Kaserne wurde von 1963 bis 1967 westlich des Ortes am Königstein erbaut und im Dezember 1967 von der Reservelazarettgruppe (ResLazGrp) 977, später umbenannt in ResLazGrp 7416, bezogen. Im April 1969 verlegte die Sanitäts-Ausbildungskompanie 6/905 aus Esslingen am Neckar in die Kaserne, die 1981 mit der Heeresstruktur 4 in Sanitätsausbildungszentrum (SanAusbZentrum) 851 umbenannt wurde.
In dem Sanitäts-Ausbildungszentrum wurden jährlich etwa 2500 Reservisten in Sanitätslehrgängen ausgebildet. Neben den Sanitätslehrgängen I (Erste Hilfe), II (Krankenpflege) und III (Unteroffizier-Lehrgang) wurden Mobilmachungs- und Rahmenübungen durchlaufen. Regelmäßige Lehrgänge wurden auch für Angehörige von zivilen Hilfseinrichtungen wie dem Deutschen Roten Kreuz, dem Malteser Hilfsdienst oder der Johanniter Unfallhilfe abgehalten.
Die angegliederte ResLazGrp 7416 hatte als Geräteeinheit das notwendige Sanitätsmaterial zu lagern, pflegen und verwalten um im Spannungs- oder Kriegsfall in Rhaunen ein Lazarett mit 1000 Betten einzurichten. Dieser beigestellt waren die nichtaktiven Geräte-Einheiten Arztgruppe Neurologie und Psychiatrie 1223 und die Arztgruppe Labormedizin 2012.
Das Stammpersonal der Idarwald-Kaserne bestand aus jeweils etwa 30 Soldaten und zivilen Mitarbeitern.

## Zivile Verwendung
Die Idarwald-Kaserne wurde in das Konversionsprogramm des Landes Rheinland-Pfalz aufgenommen und mit Landesmitteln von 848 745 Euro gefördert. Neben Gewerbebetrieben wurden Gebäude in Eigentumswohnungen umgewandelt und am 1. April 2002 auf dem Gelände die Seniorenresidenz Idarwald eröffnet.